# Kate Tufts-díj
Kate Tufts Discovery Award irodalmi díj az Amerikai Egyesült Államokban, a Kingsley Tufts költészeti díj (Kingsley Tufts Poetry Award) része, melyet olyan amerikai költőknek ítélnek oda minden évben, akik első verseskötetükkel rukkolnak elő. Az irodalmi elismerés mellé 10 000 $ pénzdíj is jár.

## Díjazottak
- 2013 –  Heidy Steidlmayer, Fowling Piece[1]
- 2012 –  Katherine Larson,  Radial Symmetry
- 2011 – Atsuro Riley,  Romey's Order
- 2010 – Beth Bachmann,  Temper
- 2009 – Matthew Dickman,  All-American Poem
- 2008 – Janice N. Harrington,  Even the Hollow My Body Made is Gone
- 2007 – Eric McHenry,  Potscrubber Lullabies
- 2006 – Christian Hawkey, The Book of Funnels
- 2005 – Patrick Phillips,  Chattahoochee
- 2004 – Adrian Blevins,  The Brass Girl Brouhaha
- 2003 – Joanie Mackowski, The Zoo
- 2002 – Cate Marvin, World's Tallest Disaster
- 2001 – Jennifer Clarvoe, Invisible Tender
- 2000 – Terrance Hayes, Muscular Music
- 1999 – Barbara Ras, Bite Every Sorrow
- 1998 – Charles Harper Webb, Reading the Water
- 1997 – Lucia Perillo, The Body Mutinies
- 1996 – Barbara Hamby, Delirium
- 1995 – Doug Anderson, The Moon Reflected Fire
- 1994 – Catherine Bowman, 1-800-HOT-RIBS